# 中村万里
中村 万里（なかむら まり、1948年7月3日 - ）は、日本の女優、声優。京都府出身。京都外国語短期大学卒業。
劇団NLT、フリーランス期間を経て、加川事務所所属。

## 出演作品

### テレビドラマ
- NHK劇場　山うぐいす（1968年4月25日、NHK）
- フラワーアクション009ノ1　第13話（1969年12月30日、フジテレビ）
- なんたって18歳!　第6話（1971年11月9日、TBS）
- パパと呼ばないで 第27話「男は度胸?」（1973年、日本テレビ） - 会社受付

- どっこい大作　第42話（1973年10月29日、NET(現：テレビ朝日)）
- 燃える捜査網 第6話「十番目の黒い影」（1975年11月14日、NET）
- 太陽にほえろ!（日本テレビ）
  - 第247話「家出」（1977年4月15日） - 広瀬の妻
  - 第294話「逮捕」（1978年3月17日）
- 西遊記II（1979年11月11日〜1980年5月4日、日本テレビ）
- ザ・ハングマンII　第25話（1982年12月3日、ABCテレビ）
- 水曜ドラマスペシャル　奇妙な同居人（1986年8月20日、TBS）
- ドラマ・女の四季　母の朝帰り 隅田川子離れ物語（1988年2月1日、テレビ東京）
- サントリーミステリースペシャル　漂流裁判（1989年1月28日、ABCテレビ）
- NHK大河ドラマ　信長 KING OF ZIPANGU（1992年1月5日〜12月13日、NHK） - かめ 役　　16
- のんの結婚（1993年9月27日〜12月24日、よみうりテレビ）
- NHK連続テレビ小説（NHK）
  - 春よ、来い (テレビドラマ) 第一部（1994年10月3日〜1995年9月30日）78)
  - 天うらら（1998年4月6日〜1998年10月3日）
  - すずらん (テレビドラマ)（1999年4月5日〜10月2日）
- 虹色定期便（1997年4月9日〜2006年3月24日、NHK）
- 七瀬ふたたび 超能力者・完全抹殺（1998年4月6日〜7月6日、テレビ東京）※「テレビ東京ドラマシリーズ」版
- 市原悦子ドラマスペシャル　私は女引越し屋2（1998年5月21日、テレビ東京）
- 火曜サスペンス劇場　遺留指紋（1998年6月2日、日本テレビ）
- デジドラ・ワンシーン　第9週　第4話　交通量調査編（1998年8月5日、テレビ東京）
- いのちの器（1998年10月5日〜12月28日、東海テレビ）
- 水曜ドラマの花束　ふたりでタンゴを（1999年8月4日〜9月22日、NHK）
- 風の行方（1999年9月27日〜12月24日、東海テレビ）
- 土曜ワイド劇場　タクシードライバーの推理日誌　第12作　殺意のハンドル 美人ドライバーに殺人容疑が…腹に2つ背に1つ、3つの刺し傷の謎とは?（2000年1月22日、テレビ朝日） - 田中タキ 役
- 女と愛とミステリー　多摩南署たたき上げ刑事・近松丙吉　第2作　狂った計算〜灼熱のニュータウン殺人事件〜（2002年9月15日、BSジャパン） - 家政婦 役　※先行放送版
- 愛の劇場　すずがくれた音（2004年9月6日〜10月15日、TBS）
- 月曜ミステリー劇場　陰の季節　第7作「清算」（2004年11月29日、TBS）
- BSミステリー　警視庁黒豆コンビ　第2作「蒼い霧」（2006年1月29日、BSジャパン）※先行放送版
- BSミステリー　警視庁黒豆コンビ　第3作「海に消えた欲望」（2007年2月4日、BSジャパン）※先行放送版
- 月曜ゴールデン　市原悦子サスペンス 楽園のライオン（2007年5月28日、TBS）
- 土曜ワイド劇場　京都南署鑑識ファイル　第7作　京グルメ殺人事件〜最後の晩餐の謎!!（2012年7月28日、テレビ朝日） - 俊子 役

### 特撮
- コメットさん 第71話（1968年11月4日、TBS） - 洋子 役
- 超人バロム・1 第31話（1972年10月29日、YTV） - 井上先生 役
- 仮面ライダーシリーズ（MBS）
  - 仮面ライダー 第89話（1972年12月9日） - 山中の友人
  - 仮面ライダー (スカイライダー) 第18話（1980年2月1日） - なぎさの母 役
- 人造人間キカイダー 第30話（1973年2月3日、NET） - 女子大生 役
- 愛の戦士レインボーマン 第22話（1973年3月2日、NET） - 赤ん坊の母 役
- スーパー戦隊シリーズ（NET→ANB）
  - 秘密戦隊ゴレンジャー 第7話（1975年5月24日） - 幼稚園の先生 役
  - ジャッカー電撃隊 第4話（1977年4月30日） - 西崎エミの母 役
- ふしぎ犬トントン 第22話（1979年4月16日、フジテレビ）
- 西遊記II 第21話（1980年3月30日、日本テレビ）
- ウルトラマン80 第33話（1980年11月12日、TBS） - 建一の母 役
- 宇宙刑事シャイダー 第16話（1984年6月22日、テレビ朝日） - 賢一・マミの母 役
- 巨獣特捜ジャスピオン（テレビ朝日）
  - 第13話（1985年6月28日） - ユウイチ・ミドリ兄妹の母 役
  - 第42話（1986年2月24日） - 村坂浩の母 役

### テレビ番組
- たっくんのオモチャ箱（1997年4月7日〜2000年3月8日、NHK）
- まんがはじめて物語（1978年5月6日から1984年3月31日、TBS）

### 映画
- ナースコール（1993年1月30日、監督：長崎俊一、東宝）
- 恋は舞い降りた。（1997年5月17日、監督：長谷川康夫、東宝）
- HANA-BI（1998年1月24日、監督・脚本：北野武、日本ヘラルド映画）
- 卓球温泉（1998年5月16日、監督・脚本：山川元、東宝）
- 虹の岬（1999年4月3日、監督：奥村正彦、東宝） - 森祥子の母 役
- ホワイトアウト（2000年8月19日、東宝）
- Dolls (映画)（2002年10月12日、監督・脚本・編集：北野武、オフィス北野／松竹） - 佐和子の母 役

### 舞台
- 聖女グレース
- 相寄る魂
- ひとごろし
- 男ごろし
- 逢いびき
- 四角関係
- 愚かな女
- ラークライズ
- 会津士魂外伝
- ラブレターズ
- じゃじゃ馬ならし
- ラブレターズ2

### ナレーション
- 桂離宮
- 鹿島建設
- 日産生命保険
- 黒猫
- 屋久島の民話
- 人魚姫

### テレビアニメ
1991年
- 太陽の勇者ファイバード（マザーマリア）
- ハウス世界名作劇場　トラップ一家物語（ルシア、養母）

1993年
- 姫ちゃんのリボン

1994年
- ハックルベリー・フィン物語（ダグラス夫人）
- 勇者警察ジェイデッカー（橘学園長、間柴の母）

1995年
- 鬼神童子ZENKI（達子）
- ハックルベリー・フィン物語（フォード夫人）

### OVA
- 機動戦士ガンダム0080 ポケットの中の戦争（1989年、クリスの母）

### 特撮人形劇
- NHK教育　こどもにんぎょう劇場
  - 「きつねとごんべえ」
  - 「げんごろうの天のぼり」